# Beisbol als Jocs Olímpics d'estiu de 1936
Als Jocs Olímpics d'Estiu de 1936 celebrats a la ciutat de Berlín (Alemanya) es realitzà, com a esport de demostració en categoria masculina, una competició de beisbol. Aquesta fou la segona ocasió en què aquest esport formà part del programa olímpic, després de la seva participació en els Jocs Olímpics d'Estiu de 1912.
L'exhibició es realitzà el dia 12 d'agost de 1936 a l'Estadi Olímpic de Berlín davant 90.000 espectadors en un únic partit on hi participaren dos equips, un anomenat U. S. Olympics i l'altre World Champions, amb jugadors provinents dels Estats Units d'Amèrica.

## Resum de medalles
| Prova   | Or             | Argent         | Bronze        |
| Beisbol | U. S. Olympics | U. S. Olympics | No es concedí |

## Resultats
| Team            | 1 | 2 | 3 | 4 | 5 | 6 | 7 | R | H | E |
| --------------- | - | - | - | - | - | - | - | - | - | - |
| U. S. Olympics  | 2 | 2 | 0 | 0 | 0 | 0 | 1 | 5 | ? | ? |
| World Champions | 5 | 5 | 5 | 5 | 5 | 5 | 1 | 6 | ? | ? |